# Фактор некроза опухоли
Фа́ктор некро́за о́пухоли (ФНО, фактор некроза опухоли-альфа, тумор-некротический фактор (ТНФ), кахексин, кахектин, англ. TNF, TNF-α) — внеклеточный белок, многофункциональный провоспалительный цитокин, синтезирующийся в основном моноцитами и макрофагами. Влияет на липидный метаболизм, коагуляцию, устойчивость к инсулину, функционирование эндотелия, стимулирует продукцию ИЛ-1, ИЛ-6, ИЛ-8, интерферона-гамма, активирует лейкоциты, один из важных факторов защиты от внутриклеточных паразитов и вирусов. Впервые был обнаружен в сыворотке мышей, которым были введены БЦЖ и эндотоксин. Сыворотка из таких мышей обладала цитотоксическим и цитостатическим действием на некоторые трансформированные клеточные линии, а также вызывала геморрагический некроз и уменьшение привитых опухолей у мышей. Активирует ядерный транскрипционный фактор NF-κB. Избыточная продукция ФНО вызывает расстройства гемодинамики (снижает сократимость миокарда, минутный объем крови, диффузно увеличивает проницаемость капилляров), цитотоксический эффект на клетки организма. Нарушения регуляции ФНО у человека ассоциированы с различными заболеваниями, такими как болезнь Альцгеймера, рак, клиническая депрессия, псориаз и воспалительные заболевания кишечника (болезнь Крона, язвенный колит).

## Терминология
Происхождение термина связано с тем, что in vitro ФНО вызывает некроз некоторых опухолей. В современной терминологии фактором некроза опухоли называют белок, ранее называвшийся «фактор некроза опухоли-альфа» (ФНО-α). Впрочем, до сих пор иногда используется старый термин ФНО-альфа, хотя ФНО и ФНО-альфа означают один и тот же белок. ФНО является прототипом для целого суперсемейства, которое включает 18 различных белков, служащих лигандами для 29 рецепторов. Один из членов этого суперсемейства, лимфотоксин-альфа, ранее назывался ФНО-бета (ФНО-β).

## Структура
ФНО синтезируется как мембранный белок с молекулярной массой 26 кДа (233 аминокислоты). После действия специфической металлопротеазы, т. н. ФНО-конвертирующего фермента (ADAM17), мембрано-связывающий фрагмент отщепляется и образуется растворимый ФНО с молекулярной массой 17 кДа (157 аминокислот). Активной формой белка является гомотример, теряющий активность при диссоциации субъединиц, так как только тример способен связываться с рецептором и олигомеризовать его, что необходимо для запуска сигнального пути. Молекула цитокина образует бета-складчатую структуру.

## Генетические варианты
Ген человеческого ФНО-α (TNF-α) был клонирован в 1985 году. Ген картирован на хромосоме 6p21.3, имеет размер 2762 п.н. и содержит 4 экзона. Последний экзон более, чем на 80 % кодирует белок.
Известны более 30 полиморфных вариантов гена (микросателлиты, SNP-полиморфизмы), но только около половины из них влияют на экспрессию ФНО-α
in vitro.

## Терапевтическое значение
Антагонисты TNF (в частности, этанерцепт, инфликсимаб, адалимумаб) широко используются в качестве средств для лечения ревматоидного артрита, болезни Крона, псориаза и некоторых других аутоиммунных заболеваний. Несмотря на риск развития инфекций и злокачественных новообразований, требующий от врача тщательной оценки возможных последствий, антагонисты TNF в 2014 году составляли, например, половину мирового рынка антипсориатических лекарств.